# Sanliang
Sanliang (kinesiska: 三两, 三两乡) är en socken i Kina. Den ligger i den autonoma regionen Inre Mongoliet, i den norra delen av landet, omkring 34 kilometer sydväst om regionhuvudstaden Hohhot.
Genomsnittlig årsnederbörd är 568 millimeter. Den regnigaste månaden är juli, med i genomsnitt 170 mm nederbörd, och den torraste är januari, med 3 mm nederbörd.